# ادوین کانینگهام (بازیکن فوتبال)
ادوین کانینگهام (انگلیسی: Edwin Cunningham؛ ۲۰ سپتامبر ۱۹۱۹ – April 1993 (aged 73)) بازیکن فوتبال اهل بریتانیا بود.
از باشگاه‌هایی که در آن بازی کرده‌است می‌توان به باشگاه فوتبال بریستول سیتی اشاره کرد.